# Johan von Hoorn

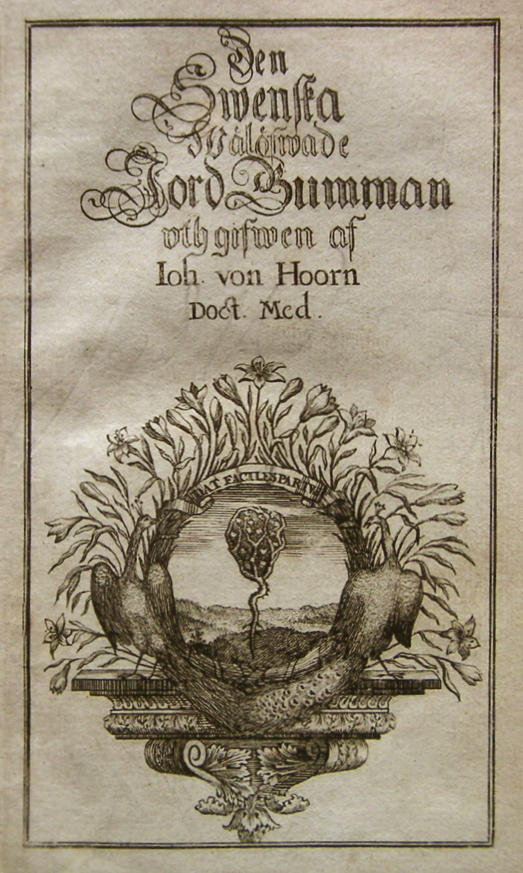
Titelbladet till von Hoorns skrift Den swenska wälöfwade jordegumman (1697)

Johan von Hoorn, född i februari 1662 i Stockholm, död där 11 juni 1724, var en svensk läkare och förlossningskonstens grundläggare i Sverige.

## Biografi
Johan von Hoorn var son till Johan van Hoorn, en 1631 till Stockholm inflyttad holländsk köpman, studerade medicin 1681–1690, huvudsakligen i Leiden, Amsterdam och (september 1687–april 1689) Paris. I sistnämnda stad skaffade han sig sin förnämsta praktiska utbildning i "den naturliga förlossningen" genom att mot kontant betalning till patienterna följa en jordegumma, Madame Allegrain, på förlossningar i fattigkvarteren kring en av Paris stadsportar. Hos en av Paris "jordmästare", Le Frad, lärde han sig "den onaturliga förlossningen". År 1690 promoverades von Hoorn till medicine doktor i Leiden, efter att ha disputerat på avhandlingen Departu præternaturali, en framställning av den förlossningsoperation som kallas vändning och extraktion på en fot. I juni 1692 återkom han till Stockholm och verkade där som syndicus, d.v.s. sekreterare och skattmästare, i Collegium medicum (1704–1710), som stadsläkare (från 1708) och som läkare vid Norrmalms surbrunn (från 1709). År 1719 fick han heder och värdighet av livmedikus hos Ulrika Eleonora och tjänstgjorde från november 1722 som vice preses i Collegium medicum. Ett av honom utarbetat förslag till brunnsordning och reglemente antogs 1716 av magistraten i Stockholm och sedermera för alla hälsobrunnar i riket.
Hans främsta livsgärning var dock att han grundlade den vetenskapliga obstetriken och ett ordnat förlossningsväsen i Sverige. Första åtgärderna var att han utgav Then swenska wälöfwade jordegumman (1697), Sveriges första lärobok för barnmorskor och över huvud taget den första svenska läroboken inom medicinska vetenskap och att han med stöd av denna började bedriva kostnadsfri, enskild undervisning i förlossningskonst. År 1704 framlade han ett offentligt anbud att mot ersättning av statsmedel meddela barnmorskeundervisning, närmast i syfte att ge Stockholm utbildade barnmorskor, men också med tydlig avsikt att från huvudstaden med tiden kunna förse hela landet med dylika. Detta förslag förverkligades ej och 1706 framlade von Hoorn därför ett nytt förslag och ett löfte att efter utländskt mönster utarbeta ett "reglemente" för barnmorskorna och deras undervisning. Först i april 1711 utfärdade regeringen ett huvudsakligen på von Hoorns skriftliga förslag grundat barnmorskereglemente, Sveriges första, och redan i maj 1712 avlade Sveriges första, till antalet 18, av von Hoorn enligt det nya reglementet fackmässigt undervisade barnmorskor sin ämbetsed på Stockholms rådhus.
På grund av brist på intresse och ekonomiskt stöd från myndigheternas sida avtog verksamheten efter 1712. Ett till magistraten i Stockholm 1717 inlämnat erbjudande att på vissa villkor återuppta barnmorskeundervisningen besvarades ej. Trots detta utbildade han likväl 1717 och 1718 ytterligare några elever till barnmorskor, vilka blev de sista som han undervisade. Genom von Hoorns ihärdiga arbete hade emellertid betydelsen av ett ordnat förlossningsväsen hunnit tränga in i det allmänna medvetandet, och på uppmaning av åtskilliga riksdagsmän inlämnade han därför till riksdagen 1723 ett förslag om barnmorskeundervisningens ordnande så, att hela riket skulle kunna bli försett med kunniga barnmorskor. Två gånger om året under en månad till sex veckor skulle i Stockholm hållas undervisningskurser, om vilka det skulle annonseras i tidningarna, så att elever skulle kunna sändas från hela landet. Dessutom erbjöd sig von Hoorn att utbilda två män i förlossningskonst, särskilt dess instrumentala del, allt mot en ersättning av statsmedel med 500 daler silvermynt årligen. Förslaget antogs och fick samma år kunglig stadfästelse. Johan von Hoorn hade uppnått sitt mål, att få en fackkunnig lärare i förlossningskonst erkänd som en statens angelägenhet. Döden hindrade honom att meddela någon undervisning som Sveriges förste barnmorskelärare på stat.
Johan von Hoorn, som funnit Then swenska jordegumman alltför omfattande, utgav med tanke särskilt på landsbygdens behov utdrag i form av frågor och svar ur detta verks båda första avdelningar (havandeskap och förlossning) under titeln The twenne gudfruchtige, i sitt kall trogne och therföre af Gudi wäl belönte jordegummor Siphra och Fua etc. (1715; tredje upplagan 1777; tysk översättning 1726, sjunde upplagan 1786; holländsk översättning 1753). Han utgav vidare en översättning, som i vissa fall var en bearbetning, av sin älsklingsförfattare P. Portals La pratique des accouchemens under titeln Then swenska wälöfvade jordegummans andra del (1723), som skulle tjäna barnmorskeeleverna som handledning i praktisk utbildning. Genom ovannämnda svenska arbeten bidrog von Hoorn ytterligare till förlossningskonstens höjande i Sverige, framträdde som en bland den karolinska tidens få populärvetenskapliga författare i medicin och lade grunden till de svenska tekniska förlossningstermer, det s.k. barnmorskespråket. Värdet av von Hoorns arbete för förlossningskonstens höjande i Sverige framstår till fullo, om det ses mot den bakgrund av rent barbari, okunnighet och rå vidskepelse, varunder Sveriges kvinnor förlöstes på hans tid, förhållanden, som djupt upprörde von Hoorns samtida Urban Hiärne och vilka denne strängt fördömde.
På det rent vetenskapliga området författade von Hoorn utom gradualavhandlingen Mirabilia omnipotentis circa generationem humanam etc (1709), vari han lämnar en ingående redogörelse för tidens vetande i könsorganens anatomi och fysiologi, i läran om fortplantningen samt i huvuddragen av förlossningen, vidare två arbeten i form av brev till Magnus Bromell (1718 och 1720) avhandlande lungans flytande i vatten som tecken på dödfött foster eller icke, och ett kortare meddelande, De procidentia uteri (postumt, i "Acta litteraria Sueciæ", 1724), om en av honom behandlad kvinna med fullständigt framfall av livmodern och slidan. Ett tilltänkt arbete Embryulcia methodica, som skulle avhandla den instrumentala förlossningskonsten, hann han på grund av sin bortgång aldrig utge.
Både kvantitativt och kvalitativt var von Hoorns obstetriska verk för dåtida svenska förhållanden betydande. Den gamla hippokratiska läran, att fostret självt hjälper till vid förlossningen, hade han övergivit och även i andra obstetriska frågor utvecklades hans tänkande, mest på grund av sin praktiska erfarenhet som förlossningsläkare. Han förespråkade bestämt att instrument i vissa fall är absolut nödvändiga för en förlossnings fullbordande.